# 론도 (그림)
론도(Rondo)는 수화(樹話) 김환기(1913~1974)의 1938년 작품으로 한국 추상화의 선구적 작품으로 평가받는다. 대한민국의 국가등록문화재 제535호로 등록되었다.
론도는 순수 추상작품을 제작하던 시기인 1930년대 후반의 작품으로 명제에서 암시하듯 음악적 경쾌한 리듬인 론도(주제가 같은 상태로 여러번 되풀이되는 형식의 음악)를 연상시키는 화면이 구성되어 있으며, 그랜드피아노 혹은 첼로와 같은 악기의 형태를 원용하여 중첩적으로 추상화한 구성을 보이고 있다.
한국 근대화단에서 보기 드문 추상작품으로 예술성 및 근대기의 새로운 조형 실험을 보인다는 점에서 역사적 가치가 높다.

## 같이 보기
- 김환기

## 참고 자료
- 론도 - 국가유산청 국가유산포털
- 김환기 론도 네이버 지식백과